# شکلات بالشتی لیون
شکلات بالشتی لیون (فرانسوی: [kusɛ̃ də ljɔ̃]) یک شیرینی در لیون فرانسه است که از شکلات و خمیر بادام تشکیل شده و توسط Voisin یک شکلات ساز فرانسوی ساخته شده است. این شیرینی یک تکه مارزیپان سبز کم رنگ، با نوار سبز تیره، پر شده با گاناش شکلاتی با طعمبلو کاراسائو است.

## تاریخچه
در طول همه‌گیری طاعون در سال ۱۶۴۳، پیرمردان لیون تصمیم گرفتندکه یک راهپیمایی در فورویر برگزار کنند تا از مریم باکره برای نجات شهر درخواست کمک کنند. آنها ۷-پوند (۳٫۲-کیلوگرم) شمع مومی و تاج طلایی روی کوسن ابریشمی با خود بردند. این به شکلات‌ساز Voisin که از سال ۱۸۹۷ در لیون مستقر است، ایده استفاده از شکل کوسن را برای ایجاد این شیرینی در سال ۱۹۶۰ داد. این شیرینی به محبوب‌ترین شیرینی مخصوص فرانسوی حاوی گاناش شکلاتی تبدیل شده است.

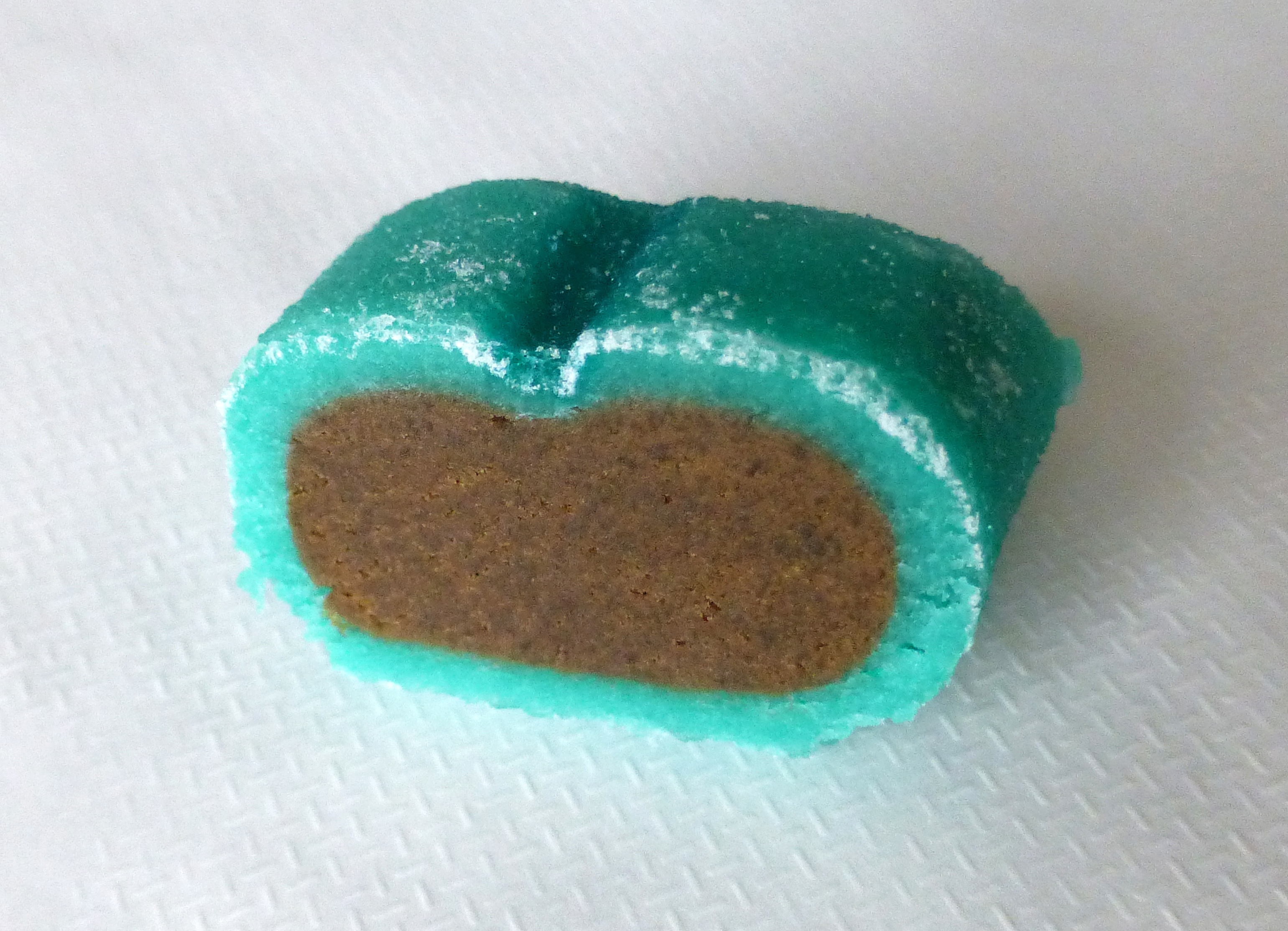
شکلات بالشتی لیون برش خورده

این خوراکی بسیار محبوب شده است. خرید بالشتک‌ها به صورت تکی و همچنین در جعبه‌های مخملی که شکل اصلی بالشتک کوسن ابریشمی را به یاد می‌آورند امکان‌پذیر است.